# Panse (typographie)
Pour les articles homonymes, voir Panse (homonymie).
En typographie, la panse, aussi appelée rondeur, est la partie d'une lettre renfermant une contreforme. Cette partie de certains caractères est arrondie, par exemple : ‹ a ›, ‹ b ›, ‹ d ›, ‹ p ›…

Les panses des lettres ‹ B › (supérieure et inférieure), ‹ D ›, ‹ C ›, ‹ a ›, ‹ g › et ‹ d ›.